# Glengarry Glen Ross
Glengarry Glen Ross (br: Sucesso a Qualquer Preço) é um filme norte-americano de 1992 dirigido por James Foley com roteiro de David Mamet, baseado em sua peça teatral homônima. Tem como atores principais Al Pacino, Jack Lemmon, Alec Baldwin, Alan Arkin, Ed Harris e Kevin Spacey. A história se passa em uma corretora de imóveis tendo como tema a luta encarniçada pelo sucesso entre os corretores.
A estreia mundial do filme ocorreu no 49.º Festival de Cinema de Veneza, onde Jack Lemmon foi premiado com a Coppa Volpi de Melhor Ator. Al Pacino foi indicado ao Oscar e ao Globo de Ouro de Melhor Ator Coadjuvante por sua atuação. Embora o filme tenha se apresentado modestamente nas bilheterias, arrecadando US $ 10,7 milhões na América do Norte com um orçamento de US $ 12,5 milhões, Glengarry Glen Ross foi elogiado pela crítica e é considerado um filme clássico. 

## Sinopse
A história gira em torno de quatro corretores de imóveis, Ricky Roma (Al Pacino), Shelley Levene (Jack Lemmon), Dave Moss (Ed Harris) e George Aaronow (Alan Arkin), que se veem em situação difícil ao serem ameaçados de demissão se não ficarem em primeiro ou segundo lugar entre os vendedores do mês. Mas eles não são corretores de imóveis comuns. Eles trabalham para uma firma picareta, que lida com terrenos imprestáveis, e que só entrega aos vendedores fichas de clientes ultrapassadas, onde conseguir uma venda é quase um trabalho de Hércules.

## Elenco
- Al Pacino como Ricky Roma
- Jack Lemmon como Shelley "The Machine" Levene
- Alec Baldwin como Blake
- Alan Arkin como George Aaronow
- Ed Harris como Dave Moss
- Kevin Spacey como John Williamson
- Jonathan Pryce como James Lingk
- Bruce Altman como Larry Spannel
- Jude Ciccolella como detetive

## Prêmios e indicações
- Oscar (1993): Melhor Ator Coadjuvante - Al Pacino